# سیارک ۷۴۸۶
سیارک ۷۴۸۶ (به انگلیسی: 7486 Hamabe، نامگذاری:1994XJ1) هفت هزار و چهارصد و هشتاد و ششمین سیارک کشف شده‌است که در ۶ دسامبر ۱۹۹۴ کشف شد.
قدر مطلق سیارک برابر ۲۰.۴ است.